# Parti socialiste des États-Unis
Le Parti socialiste des États-Unis d'Amérique (en anglais : Socialist Party of the United States of America, abrégé SPUSA) est un parti politique américain. Son candidat pour l'élection présidentielle américaine de 2008 est Brian Moore en tandem avec Stewart Alexander. Ce parti compte environ 1 600 membres.

## Historique
Il a été fondé lors de la disparition du Parti socialiste d'Amérique en 1973 dont une partie est devenue l'actuel parti Socialistes démocrates d'Amérique et une autre le parti Sociaux-démocrates, USA. Au moment de la fondation du parti, ses militants représentaient l'aile gauche de l'ancien Parti socialiste.

## Candidats du Parti socialiste aux élections présidentielles
- 1976 : Frank P. Zeidler et J. Quinn Brisben : 6 038 voix
- 1980 : David McReynolds et Diane Drufenbrock : 6 898 voix
- 1984 - Sonia Johnson et Richard Walton -Coalition du Citizens Party (en) -: 	72 161 voix (présent dans 19 États)
- 1988 : Willa Kenoyer et Ron Ehrenreich : 3 882 voix
- 1992 : J. Quinn Brisben et Barbara Garson : 3 057 voix
- 1996 : Mary Cal Hollis et Eric Chester : 4 764 voix
- 2000 : David McReynolds et Mary Cal Hollis : 5 602 voix (présent dans 7 États)
- 2004 : Walter F. Brown et Mary Alice Herbert : 10 837 voix (présent dans 8 États)
- 2008 : Brian P. Moore et Stewart Alexander : 6 528 voix (présent dans 8 États)